# Relaciones Iglesia-Estado
Relaciones Iglesia-Estado es el término con que la teoría política y la historiografía se refieren a las distintas formas posibles de relación institucional entre Iglesia y Estado: 
- Separación Iglesia-Estado (también laicidad o laicismo) o Cesaropapismo (separación o unión de los poderes político y religioso)
- Estado confesional o Estado aconfesional (religión oficial o no)
- Tolerancia religiosa o intolerancia religiosa
- Libertad religiosa o persecución religiosa

Estas expresiones fueron históricamente creadas dentro del cristianismo, y más específicamente para el catolicismo en su relación con el Estado liberal que surge a partir de la Revolución francesa y sus relaciones con el clero católico y el papado en distintos países católicos (Francia, España, etc.); aunque también puede aplicarse a épocas históricas anteriores (en la Edad Media y el Antiguo Régimen) o a otras confesiones cristianas.
Con menos propiedad, también se suelen aplicar a las relaciones entre el poder político y el poder religioso en otras religiones o civilizaciones; por ejemplo, la civilización japonesa -sintoísmo estatal-, la civilización islámica -sharia, islamismo, fundamentalismo islámico, revolución islámica, república islámica-, el estado de Israel -sionismo laico y sionismo religioso mizrahi, judaísmo reformista, conservador, ortodoxo y judaísmo ultraortodoxo, partidos políticos religiosos-

## Posturas teológicas
Dietrich Bonhoeffer (1906-1945), teólogo protestante: Según él la iglesia y el estado se han de relacionar mutuamente sin interferencias, ya que cada uno de ellos tiene una misión diferente, pero complementaria entre sí.

«Milagro y orden: he aquí los dos aspectos en los que se configura el reino de Dios en la tierra, en los que se manifiesta escindido… El aspecto bajo el cual el reino de Dios se manifiesta como milagro lo llamamos iglesia; y el aspecto bajo el cual el reino de Dios se manifiesta como orden lo llamamos estado. El reino de Dios en nuestro mundo no es otra cosa que la dualidad de iglesia y estado. Ambos se hallan necesariamente en relación. Ninguno de los dos existe sólo para sí. Cualquier intento por parte de uno de apoderarse del otro desprecia esta relación del reino de Dios en la tierra… La iglesia limita al estado, quien, a su vez limita a la iglesia. Ambos deben permanecer conscientes de esta recíproca limitación, y deben sobrellevar esta tensa coexistencia, que nunca debe convertirse en interferencia. Sólo así se referirán ambos conjuntamente -nunca cada uno por su cuenta- al reino de Dios, que tan maravillosamente se atestigua en esta doble manifestación.»